# Laura Meseguer
Laura Meseguer (Barcelona, 1968) es una diseñadora gráfica española especializada en el diseño digital de tipos. Es un referente entre los profesionales del sector y una de las figuras que más ha contribuido en la difusión de la cultura tipográfica en España, tanto por su participación en congresos como por su actividad docente en varias escuelas de diseño.

## Trayectoria
Estudió artes aplicadas, especializándose en diseño en la Escuela de Arte y Superior de Diseño Llotja, Barcelona. En 2003 se matriculó en la Academia de Bellas Artes (KABK), de La Haya y obtuvo un máster en la especialidad de diseño de tipos como alumna de la escuela Type&Media en 2004. En 2010 obtiene la licenciatura de diseño en la Universidad de Southampton-Winchester School of Arts y en la Escola Elisava de Barcelona. 
Es profesora de Tipografía en EINA, Centro Universitario de Diseño y Arte de Barcelona, ELISAVA, Escuela Universitaria de Diseño e Ingeniería de Barcelona y BAU Centro Universitario de Artes y Diseño de Barcelona e imparte talleres en escuelas nacionales e internacionales. Es miembro de la Asociación Internacional de Tipografía (ATypI) y formó parte del equipo de organización de la ATypI Barcelona, 2014.
Meseguer inició su trabajo en 2005 como diseñadora freelance en agencias de publicidad y estudios de diseño, entre ellos el de la diseñadora Pati Núñez. Más tarde creó su propio estudio con el nombre Cosmic Grafica. Su trabajo de tipógrafa está asentado en el concepto, el contenido y el contexto, especializándose en el diseño de letras y tipos personalizados para la creación de proyectos para marcas y editoriales. Produce tipos de letra que se distribuyen a través de la fundición tipográfica digital Type-Ø-Tones.
En 2021, inauguró la exposición The Beautiful People con Blanc! Festival, en el Centre d’Art Contemporani La Sala, de Villanueva y Geltrú, para dar a conocer la tipografía como un sistema vehicular de la palabra. En ella traza un recorrido por las diferentes etapas de la creación, la imagen, el mensaje y su papel social, ya que según sus propias declaraciones “los tipos surgen de las relaciones entre las personas en una conexión directa entre lo visual y lo emocional”.

## Obra
Meseguer es la autora de TypoMag. Tipografía en las revistas (IndexBooks, 2010) por el que obtuvo un premio Laus, y es coautora, junto a Cristóbal Henestrosa y José Scaglione, del libro Cómo crear tipografías. Del boceto a la pantalla (Tipo e, 2012) que se ha traducido al polaco, portugués, inglés y chino.
Es la creadora de varias fuentes: Cortada, Frankie, Holiday Sans and Girard Sansusie, Rumba, Guapa, Guapa Decó, Magasin, Multi and Lola, algunas de ellas con reconocimiento internacional. Ha colaborado en el comisariado de la exposición Helvetica, ¿una nueva tipografía? con la Fundació Comunicació Gràfica, y desde 2018 es miembro de la junta de la Association Typographique Internationale (ATypI).

## Reconocimientos
Meseguer cuenta con dos premios Laus y dos Certificados de Excelencia Tipográfica, uno concedido a su tipografía Rumba (TDC2 2005) y otro a su tipografía Lola (TDC2 2013), así como un premio Letter.2 de la Asociación Internacional de Tipografía (ATypI) concedido a su tipografía Rumba en 2011. En 2018, fue galardonada con el premio Gràffica, que concede anualmente la Revista Gràffica, como reconocimiento por abrir camino en el mundo tipográfico en España. En 2023 ganó el Type Directors Club, en la categoría Type Desing, por la creación de la tipografía Ella.